# Esparron (Alta Garonna)
Esparron è un comune francese di 56 abitanti situato nel dipartimento dell'Alta Garonna nella regione dell'Occitania.

## Società

### Evoluzione demografica
Abitanti censiti